# Neuhof (Strasbourg)
Pour les articles homonymes, voir Neuhof.
Neuhof (prononcé [nœɥhof], [nœjof] ou [nøɔf] ; signifie nouvelle ferme (littéralement nouvelle cour) en alsacien) est un quartier situé au sud-est de Strasbourg.
Administrativement, il est divisé en deux parties : Neuhof 1 et Neuhof 2 comprenant le Stockfeld et la Ganzau.

## Localisation
Le quartier se trouve au sud de l'agglomération et fait partie du 6e Canton de Strasbourg.
Ses limites sont les suivantes :
- au Nord : la voie de chemin de fer de la ligne de Strasbourg-Ville à Strasbourg-Port-du-Rhin, les rues des Corps de Garde, Guynemer et du Havre ainsi que l'entrée par le Rhin du canal de la Marne au Rhin, qui marquent la séparation avec le quartier de Neudorf ;
- à l'Est : le Rhin qui marque la frontière avec l'Allemagne ;
- au Sud : Eschau ;
- à l'Ouest : le Rhin Tortu et le Ziegelwasser, qui forment la limite avec Illkirch-Graffenstaden et la Meinau.

## Histoire
Situé dans la plaine inondable du Rhin et recouvert d'une épaisse forêt, le Neuhof, encore inhabité, appartenait aux puissants seigneurs de Lichtenberg[précision nécessaire]. Ce territoire est vendu en 1370 à un riche bourgeois de la ville.
La première mention du nom « Neue Hoff » apparaît en 1424 pour citer la création d'une ferme et son domaine dépendant d'un village outre-Rhin nommé Hundsfelden. Ce domaine appartenait à plusieurs familles nobles strasbourgeoises et était loué à un fermier chargé de le mettre en valeur. La Ville rachète peu à peu les parts et finit par être seule propriétaire du domaine en 1647. Le Neuhof fait alors partie de Strasbourg.
À cette époque, le site n'héberge que des ouvriers agricoles, des orpailleurs et des pêcheurs de saumons.
Au début du XVIIIe siècle, le Neuhof devient une cense appartenant au collège des jésuites de Strasbourg, qui doivent subvenir aux besoins du collège royal installé au pied de la cathédrale (l'actuel lycée Fustel-de-Coulanges). Un peu plus loin se trouvent la Ganzau, autrefois propriété de la ville, qui la vendit en 1651, et la cense d'Altenheim. Ces origines donnent les noms aux trois grands axes routiers du Neuhof.
Au cours de ce siècle, l'installation de moulins le long du Rhin Tortu et du Ziegelwasser attire de nouveaux habitants. La Ganzau s'industrialise petit à petit : moulin à grains, moulin à tabac, foulon, moulin à chanvre, blanchisserie, teinturerie, fabrique de café de chicorée, fabrique de colle forte.
On passe de 1 000 habitants en 1812 à plus de 3 000 en 1900 : le village, que l'on appelle aujourd'hui Neuhof-village, se développe en même temps que la Ville. Avec la construction, vers le milieu du XIXe siècle, de deux églises et de deux écoles, Strasbourg confère au Neuhof le statut de quartier.
En 1910, la cité-jardin du Stockfeld est bâtie : 450 logements sont construits au sud du village afin de reloger ceux dont les logements ont été détruits pour la réalisation de la Grande-Percée. Vingt ans plus tard, la cité-jardin est complétée par la cité Ribot, nouvelle extension de 250 logements.
En 1907, une vaste caserne, la Neue Feldartilleriekaserne est construite au nord du quartier. La caserne est renommée quartier Lizé lors du retour à la France et abrite aujourd'hui le bataillon de quartier général du corps européen. Sa partie nord devient le quartier Lyautey en 1933, un hôpital militaire y est installé de 1945 à 1996. Enfin sa partie ouest est occupée par l'Institut universitaire de formation des maîtres depuis 1947. En 1913, une autre caserne est construite à l'est du quartier en bordure du terrain d'aviation du Polygone. Elle était destinée au « Flieger Bataillon Nr.4 » ; renommée caserne Guynemer puis quartier Aubert de Vincelles, l'état-major du corps européen y est installé depuis 1993.
Entre 1950 et 1972, 4 000 logements sont construits au Polygone, au nord du quartier dans des grands ensembles. Le Neuhof double sa population et devient la plus forte concentration d'HLM de l'agglomération, puis accueille de large proportions de populations immigrées. Depuis 2001, le Neuhof fait l'objet de grands projets de réhabilitation.

## Démographie et géographie
Avec 2 224 ha, le Neuhof est le quartier le plus vaste du territoire communal dont il représente 28 %. L'aérodrome occupe une partie du Nord du quartier, la forêt du Neuhof occupe la partie Sud, le port autonome occupe l'Est et à côté de celui-ci se trouve l'île du Rohrschollen (310 ha) située entre le canal d'Alsace et le Rhin.

Les habitations sont donc concentrées au nord-ouest. Au recensement de 1999, le quartier comptait 19 693 habitants, soit environ 7,5 % de la population municipale. Ses habitants sont appelés les Neuhofois et les Neuhofoises.
Le Neuhof urbanisé est schématiquement composé de trois entités distinctes. La première est le « Neuhof village » (néologisme apparu dans les années 1980), composé d'habitats individuels ou collectifs de petites dimensions et correspondant à la partie la plus ancienne du quartier. Il se situe entre les rues d'Altenheim et de la Ganzau.

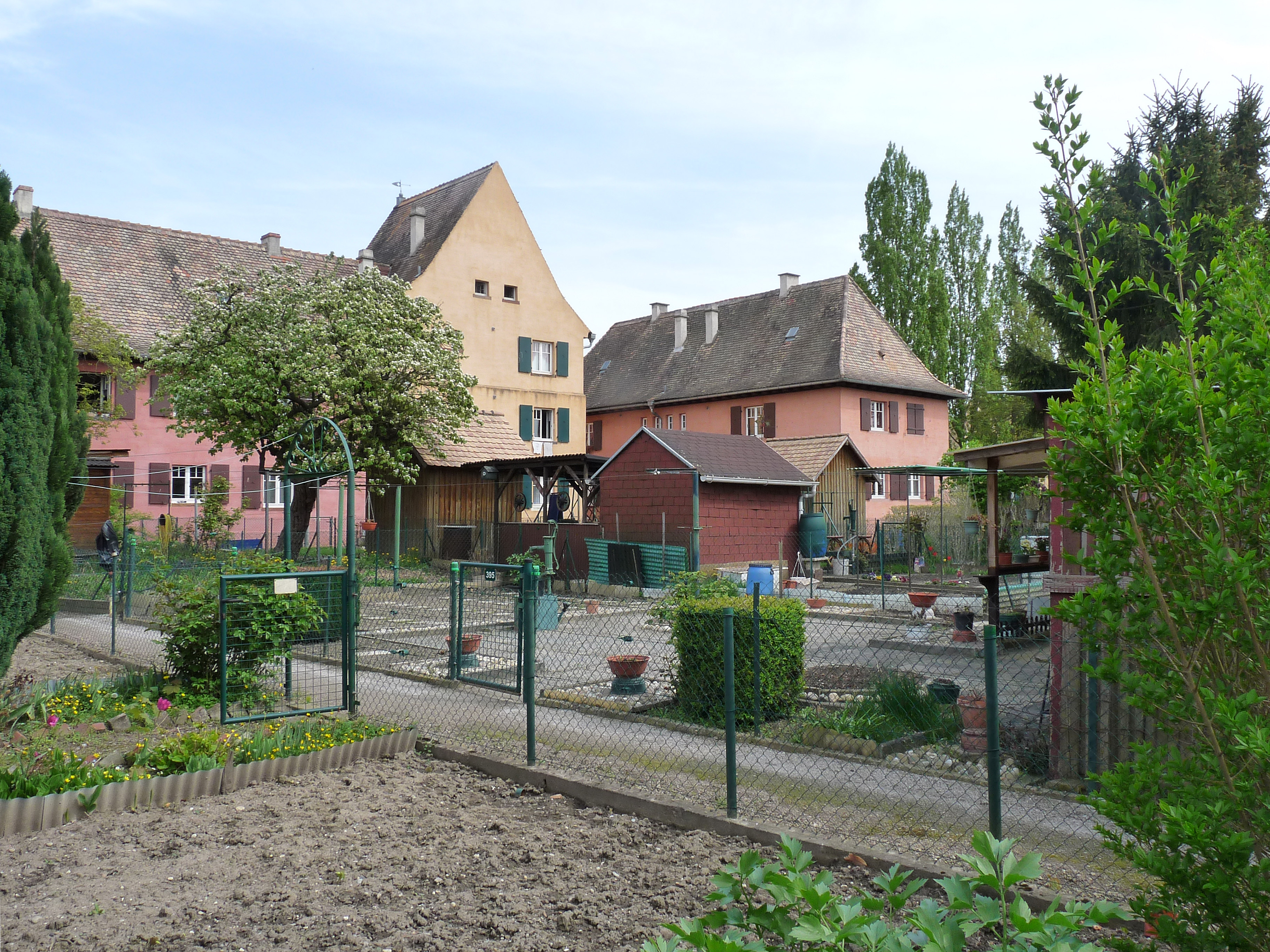
Cité-jardin du Stockfeld.

Au sud de celle-ci se trouve le Stockfeld (qui signifie champ gagné sur la forêt), cité-jardin construite à partir de 1910 afin de reloger les populations expulsées du centre-ville à l'occasion de la réalisation de la Grande-Percée, dont l'objectif était d'assainir Strasbourg tout en y améliorant les conditions de circulation.
Quittant les maisons vétustes et souvent délabrées du centre-ville pour des logements modernes pourvus d'un jardin potager, cette population a largement amélioré sa condition de vie. Cet ensemble est inscrit depuis 1997 à l'inventaire complémentaire des Monuments Historiques.
Cette cité-jardin est appelée « Vieux-Stockfeld » et ses habitants étaient surnommés les « Indiens » (Stockfeld-Indianer) car lors de l'ouverture de la première ligne du tram au début du XXe siècle, les enfants tiraient des flèches sur les wagons avec des arcs fabriqués de la forêt alentour.
Le « Nouveau Stockfeld » construit au début des années 1930, en application de la loi Loucheur (accès à la propriété), est un ensemble de maisons individuelles souvent accolées. Il se situe à l'Ouest du vieux Stockfeld.

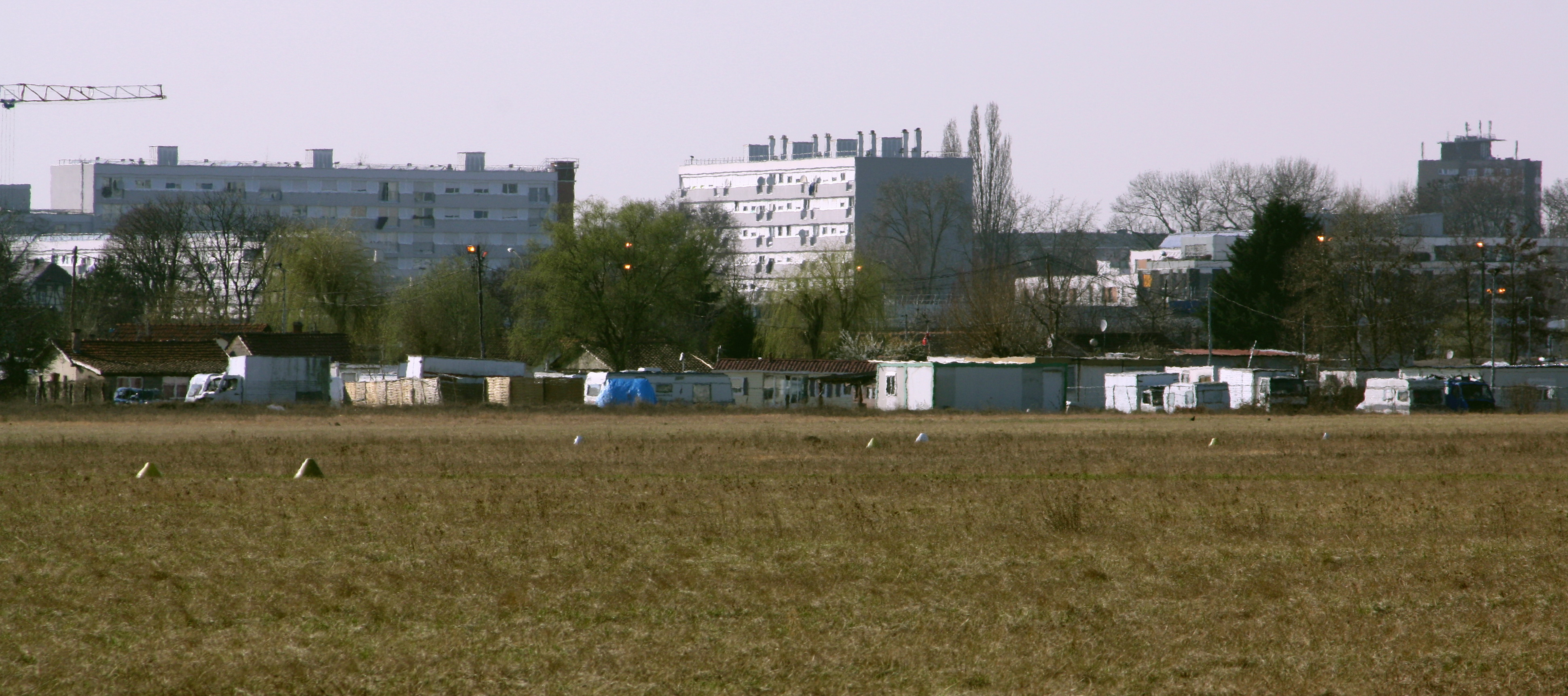
Terrain d'aviation du Polygone.

Enfin, au nord de Neuhof-village, de part et d'autre de l'avenue du Neuhof, a été construit dans les années 1960 un vaste ensemble de logements sociaux organisés en barres et tours, suivant les principes de la Charte d'Athènes publiée par Le Corbusier en 1943. Tout comme d'autres quartiers de Strasbourg (Hautepierre, Koenigshoffen, La Meinau et Cronenbourg), cet ensemble s'est très vite dégradé et constitue aujourd'hui l'un des quartiers les plus défavorisés et les plus problématiques de l'agglomération, contribuant à dévaloriser l'image de l'ensemble du Neuhof, que nombre de Strasbourgeois appellent « le quartier haut-les-mains »,.
Depuis 2001, le Neuhof fait l'objet d'un grand projet de ville, avec participation financière de l'État, et perd peu à peu cette étiquette négative. La partie nord est desservie depuis 2007 par une extension du réseau de tramway de Strasbourg, juste retour des choses après la disparition le 1er mai 1960 de l'ancienne et dernière ligne de tramway strasbourgeoise qui reliait le Stockfeld au centre-ville. L'habitat a été fortement amélioré, avec notamment la destruction du bidonville tsigane de l'Aéropostale.
Depuis 2015, le quartier est classé comme un quartier prioritaire de la politique de la ville (QPV). Il fait partie des trois QPV d'intérêt national sur le département du Bas-Rhin (avec ceux d'Hautepierre et des Quartiers Ouest) et bénéficie à ce titre du Nouveau Programme National pour la Rénovation Urbaine (NPNRU). Ce programme introduit par la loi est doté d'un fonds national de 12 milliards d'euros et couvre la période 2014-2026 pour des projets d'aménagement et de réhabilitation urbaine dans des zones où les habitats sont en général particulièrement dégradés et insalubres.

## Sécurité
Le Neuhof est classé depuis 2012 en zone de sécurité prioritaire, avec renforcement des effectifs de la police nationale.